# Sirius
Pour les articles homonymes, voir Sirius (homonymie) et Sirius B.
Désignations
Sirius, également appelée Alpha Canis Majoris (α Canis Majoris/α CMa) par la désignation de Bayer, est l'étoile principale de la constellation du Grand Chien. Vue de la Terre, Sirius est l'étoile la plus brillante du ciel après le Soleil, dépassant Canopus et Arcturus. Elle fait partie de la catégorie des étoiles blanches (selon la classification du catalogue de l'astronome Pietro Angelo Secchi). Du fait de sa déclinaison, Sirius n'est jamais très élevée au-dessus de l'horizon depuis les latitudes tempérées de l'hémisphère nord. L'extinction atmosphérique atténue son éclat comparativement à Arcturus (Canopus étant, elle, invisible depuis ces latitudes). Du fait de sa proximité et de son éclat, Sirius est une des étoiles les plus étudiées des astronomes et fut l'objet de plusieurs « premières », notamment la détection de son mouvement propre et de sa vitesse radiale.

## Référence mythologique
Dans l'Égypte ancienne, l'étoile étincelante était identifiée à la déesse Isis.
Le nom Sirius vient du grec Seiros qui signifie « l'ardente » ou « la brûlante », pour son éclat et le fait que l'étoile paraît en fin de nuit lors des jours de forte chaleur.

## Observation
Sirius possède une magnitude apparente de -1,46. Elle est, avec Canopus, le seul astre possédant une magnitude apparente notablement négative, et elle n'a de fait pas été incluse dans les considérations qui ont mené à l'établissement de l'échelle des magnitudes apparentes. L'éclat important de Sirius vue depuis la Terre ne vient pas tant de la luminosité intrinsèque de l'astre, certes plus lumineux que le Soleil, que de sa relative proximité avec le Système solaire. Situé à seulement 8,6 années-lumière du Soleil, Sirius correspond au cinquième système stellaire le plus proche du Soleil, après le système triple Alpha Centauri (4,37 al), l'étoile de Barnard (5,96 al), Wolf 359 (7,78 al) et Lalande 21185 (8,29 al) (voir Liste d'étoiles et de naines brunes proches).
En plus de sa luminosité, Sirius est aisément repérable dans le ciel nocturne car elle se situe dans le prolongement direct de l'alignement des trois étoiles du baudrier d'Orion, à une vingtaine de degrés en direction du sud-est. L'étoile forme, avec Procyon et Bételgeuse, l'un des trois sommets du Triangle d'hiver et, avec Procyon, Pollux, Capella, Aldébaran et Rigel, elle constitue l'Hexagone d'hiver.

## Déplacement par rapport au Soleil
Du fait de sa relative proximité par rapport au Soleil, Sirius est animée d'un mouvement propre important, c'est-à-dire que sa position sur la sphère céleste varie au cours du temps plus rapidement que nombre d'autres astres. C'est Edmond Halley qui mit ce mouvement propre pour la première fois en évidence, en 1717, se fondant sur la comparaison de la position d'alors de Sirius par rapport à celle transcrite par les astronomes de l'Antiquité grecque, notamment Hipparque. Un siècle et demi plus tard, utilisant la spectroscopie, une discipline tout juste introduite en astronomie, William Huggins parvint pour la première fois à mettre en évidence le mouvement entre Sirius et le Soleil, c'est-à-dire sa vitesse radiale, après une première tentative infructueuse avec W. A. Miller en 1862-1863. Les limitations à l'époque portaient sur la résolution des spectrographes. Au début des années 1860, seules des vitesses radiales de plus de 300 kilomètres par seconde pouvaient être mises en évidence, limite rabaissée à quelques kilomètres par seconde quelques années plus tard. Les mesures de Huggins en 1868 demeuraient entachées d'incertitude : il publia une vitesse radiale de +47 km/s, alors que la valeur mesurée aujourd'hui est de −5,5 km/s.

## Sirius A et Sirius B
Sirius est une étoile binaire.

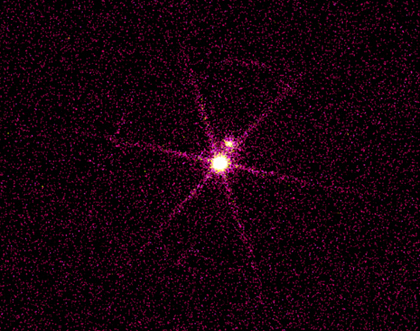
Image en rayons X prise par le télescope spatial Chandra : la source la plus brillante est Sirius B.

Sirius A, l'étoile visible à l'œil nu, est une étoile blanche de la séquence principale de type spectral A0mA1 Va. Cette notation indique que Sirius est en plus une étoile Am, dont le spectre montre des raies d'absorption très marquées de certains métaux. Sa composition chimique diffère de fait notablement de celle du Soleil, présentant une abondance en fer trois fois supérieure. L'âge de l'étoile est estimé entre 237 et 247 millions d'années. Sa température de surface est de 9 845 K et son diamètre vaut 1,71 fois le diamètre solaire, diamètre mesuré directement par interférométrie et en accord avec les modèles stellaires. Un faible champ magnétique a été détecté à sa surface.
Sa compagne, Sirius B, est une naine blanche (en dessous, à gauche de Sirius A sur l'image en sommet d'article) de type spectral DA1,9, qui orbite avec une période de 50,13 ans. Ce fut la première naine blanche à être découverte, en 1862 par Alvan Graham Clark, et elle fait partie des trois naines blanches les plus connues, avec Procyon B et 40 Eridani B, parmi lesquelles elle est la plus massive. L'orbite du système Sirius A/Sirius B est assez fortement elliptique, la distance entre les deux astres variant entre 8,1 et 31,5 unités astronomiques, pour une distance moyenne de 19,5 UA. Les précédents passages au périastre du système se sont produits en 1944, 1994, le suivant étant prévu pour 2044.
La séparation angulaire entre ces deux astres devrait être suffisamment importante pour pouvoir distinguer les deux, mais la tâche est rendue extrêmement compliquée par le contraste extrême de luminosité entre les deux astres. Sirius B, trois fois plus chaude que sa compagne, est surtout beaucoup plus petite, du fait de sa nature de naine blanche, avec un diamètre comparable à celui de la Terre. Son éclat est donc bien moindre que celui de Sirius A, avec une magnitude apparente de seulement 8,44. La présence de Sirius B, et ses caractéristiques orbitales peuvent cependant être mises en évidence par l'étude du mouvement propre de Sirius A. Celui-ci n'est pas rectiligne comme ce serait le cas pour un astre isolé, mais présente une ondulation autour d'une trajectoire rectiligne moyenne.
L'étude de l'orbite du système permet de connaitre avec précision la masse des deux astres, qui sont de 2,06 et 1,02 masses solaires respectivement pour Sirius A et Sirius B. Cette différence de masse révèle un aspect connu quoique surprenant de prime abord de l'évolution stellaire : les étoiles évoluent d'autant plus vite qu'elles sont massives. Sirius B ayant déjà atteint le stade de naine blanche, elle était au départ plus massive que sa compagne, avec une masse estimée à six ou sept masses solaires. De telles étoiles sont cependant sujettes à un phénomène très important de vent stellaire, qui a dépouillé l'ancienne Sirius B d'une très grande partie de sa masse, qui en fait aujourd'hui l'astre le plus évolué mais aussi le moins massif du système.

## Hypothétique ancienne couleur rouge
Depuis Thomas Barker, en 1760, divers savants ont prétendu que les auteurs de l'Antiquité ont décrit Sirius rouge. En réalité, la plupart de ces auteurs, souvent des poètes, décrivaient Sirius comme flamboyant en raison de son éclat et non de sa couleur, car les anciens n'associaient la lumière qu'au feu. L'astronome Claude Ptolémée décrit six étoiles colorées, d'Antarès à Sirius, en les qualifiant d'hypokirros, ce qui signifie un peu jaunâtre et est manifestement faux pour Antarès, qui est nettement rougeâtre. Plusieurs auteurs, dont Sénèque, ont parlé de la rougeur de Canicula, l'étoile de la canicule. Cette étoile est bien Sirius, mais observé à son Lever héliaque, annonçant l'arrivée de la période des chaleurs, donc à ras de l'horizon et rougie par la diffusion Rayleigh. Cet effet de rougissement d'origine atmosphérique n'a été relevé que par Schiaparelli en 1896. Jusque-là on avait imaginé un changement de degré d'incandescence (absurde, car dans le mauvais sens, une étoile devenant une géante rouge à la fin de sa vie) ou l'interposition d'un nuage cosmique (qui aurait provoqué un assombrissement jamais signalé). Les écrivains chinois décrivaient Sirius blanche, mais déduisaient des pronostics de ses changements de couleur (par la scintillation), comme pour les éventuels changements de couleur des planètes (d'origine atmosphérique). Éteinte vers 1927, la polémique a repris vers 1960, par ignorance des résultats précédents. La meilleure synthèse du problème a été écrite par R. C. Ceragioli en 1995. Aujourd'hui, il est clair que Sirius a toujours été blanche, rougeâtre à ras de l'horizon, et scintillant de façon multicolore par forte turbulence atmosphérique, mais de nombreux journalistes et sites Web veulent l'ignorer et continuent de colporter la légende de Sirius rouge dans l'Antiquité.

## Historique du calcul de la distance
Dans son livre de 1698, Kosmotheoro, Christiaan Huygens a estimé la distance de Sirius à 27 664 fois la distance entre la Terre et le Soleil (environ 0,437 années-lumière, ce qui se traduit par une parallaxe d'environ 7,5 secondes d'arc). Il y eut plusieurs tentatives infructueuses de mesurer la parallaxe de Sirius : par Jacques Cassini (6 secondes) ; par certains astronomes (y compris Nevil Maskelyne) utilisant les observations de Lacaille effectuées au cap de Bonne-Espérance (4 secondes) ; par Piazzi (la même chose) ; en utilisant les observations de Lacaille faites à Paris, plus nombreuses et précise que celles faites au cap (pas de parallaxe sensible) ; par Bessel (pas de parallaxe sensible).
L'astronome écossais Thomas Henderson a été le premier à obtenir des valeurs significatives à l'aide de ses observations faites de 1832 à 1833 et des observations de l'astronome sud-africain Thomas Maclear faites de 1836 à 1837 et publiées en 1839. La valeur de la parallaxe était de 0,23 seconde d'arc, et on estimait que l'erreur de la parallaxe n'excédait pas un quart de seconde ou, pour reprendre les mots de Henderson : « Nous pouvons conclure que, dans l'ensemble, la parallaxe de Sirius n'est pas supérieure à une demi-seconde. » Les astronomes ont adopté une valeur de 0,25 seconde d'arc pendant une grande partie du XIXe siècle. Il est maintenant connu que Sirius possède une parallaxe de 0,379 2 ± 0,001 6 seconde d’arc et donc une distance de 1/0,3792 ≅ 2,637 parsecs, démontrant ainsi que la mesure de Henderson est précise.

## Calendrier
Dans l'Antiquité, notamment en Grèce, Sirius a probablement servi de point de repère à l'établissement du calendrier.
À Sparte, les éphores se réunissaient tous les huit ans dans le but de vérifier l'accord du calendrier luni-solaire avec le mouvement général de l'univers, le repère extérieur étant assuré par le lever héliaque de Sirius.
Dans l'Égypte antique, le calendrier était construit sur le lever héliaque de Sirius, annonciateur des crues du Nil, indispensable à la vie du peuple égyptien.

## Traditions concernant Sirius

### Égypte antique

Sopdet surmontée d'une étoile, personnification de α Canis Majoris chez les Égyptiens.

L'étoile Sirius est dénommée Sopdet (ou Sôpdit), plus tard transcrit en grec sous le nom Sothis. Une déesse éponyme existait, en raison du culte lié à cette étoile dont la réapparition dans le ciel du matin après sa conjonction avec le Soleil (le lever héliaque) était, à l'époque, annonciateur de la prochaine crue du Nil indispensable à l'agriculture égyptienne.
Ce lever héliaque avait lieu, à l'époque, début juillet. Il s'est depuis lentement décalé de plusieurs semaines du fait du phénomène de la précession des équinoxes. Dans la culture égyptienne l'Ouest est le lieu où le Soleil se couche par opposition et l'Est est le lieu où le Soleil se lève. Sirius à l'époque de l'Égypte antique était visible à l'est, au mois de juillet[réf. nécessaire].
Dans l'Ancien Empire, Anubis était associé à l'étoile Sirius et guidait les âmes vers leur destin stellaire.

### Grèce et Rome antiques
Le nom Sirius est un mot latin dérivé du grec ancien Σείριος, Seirios signifiant « ardent ». C'était le nom du chien d'Orion. Orion et son chien furent placés dans le ciel à la suite du décès tragique d'Orion. Les constellations d'Orion et du Grand Chien (dont fait partie l'étoile Sirius) sont voisines. Dès le IXe siècle avant notre ère, Homère mentionne le « chien d'Orion » (Sirius, étoile brillante de la constellation Canis Majoris, le « Grand Chien »).
On cite aussi l'existence d'un deuxième chien à l'origine de l'étoile Procyon[réf. nécessaire].

### Chine antique
En astronomie chinoise, l'étoile est dénommée Tianlang (天狼, signifiant « loup céleste »), formant à elle seule un astérisme. Celui-ci est dans la ligne de mire d'un arc bandé, Hu, correspondant à la partie basse de la constellation occidentale du Grand Chien et la partie nord-est de la constellation de la Poupe, la flèche en elle-même correspondant aux trois étoiles η Canis Majoris, δ Canis Majoris (Wezen) et ο2 Canis Majoris. Ces deux astérismes s'insèrent dans un tableau plus vaste évoquant la chasse, avec, entre autres, Yeji (β Canis Majoris) représentant un faisan, Shen (le grand quadrilatère d'Orion) correspondant à un tigre, et Bi (la tête de la constellation occidentale du Taureau) un piège à lapins.

### Arabie
En arabe, elle est nommée « الشعرى ». Ce nom est cité dans le Coran, sourate 53, verset 49 (L'étoile — An-Najm).

### Polynésie
En Polynésie (îles de la Société), Sirius était appelée Tauru'a fau papa (Festivité des premiers grands chefs), Ta'urua e hiti i te tara te feiai (Festivité qui s’élève avec prières et cérémonies religieuses), ou encore Ta’urua nui te amo aha (Grande festivité porteuse de corde tressée). Avec sa déclinaison de -16°42', Sirius était et est encore, l'étoile zénithale de Raiatea et, plus approximativement, celle de Tahiti. Le marae de Taputapuatea à Raiatea, centre névralgique de l'ancien culte polynésien, se situe à la latitude 16°5' sud. Sirius, étoile la plus brillante du ciel et passant au zénith du lieu de culte le plus révéré de tout le triangle polynésien, était donc un repère fondamental de la navigation aux étoiles en ce temps[réf. nécessaire].

### Dans la culture dogon
Selon l'ethnologue Marcel Griaule, les Dogons, peuple originaire du Mali (ainsi que les Bambaras, originaires d'Afrique de l'Ouest et les Bozo du Niger) accorderaient une grande importance à ce système double. En 1950, de retour d'expédition ethnologique, il rapporta que dans la tradition dogon :
- Sirius A est nommée Sigi Tolo (l'étoile du « Sigi ») ;
- Sirius B est nommée Po Tolo (l'étoile du « Fonio » ou du « Po »). Elle tourne autour de Sirius A et sa durée de révolution est d'environ 50 ans[34],[35]. Elle serait la plus importante de toutes les étoiles, avant même Sirius A, et ils la considèrent comme le centre du monde stellaire. Po Tolo signifie « l'Étoile du commencement ». C'est l'œuf du monde pour les Dogons. Ils la considèrent comme le réservoir, la source de toutes choses[réf. nécessaire].
- Sirius C est nommée Emme ya tolo (l'étoile du sorgho femelle). Toutefois, si Sirius A et Sirius B sont attestées par l'astronomie moderne, l'existence de Sirius C reste hypothétique[33],[18].

L'ethnologue belge Walter van Beek, qui a également étudié la civilisation Dogon, explique n'avoir trouvé aucune preuve des allégations de Griaule. Par ailleurs, selon R. Ortiz de Montellano, « le savoir astronomique n'est pas important [pour les dogons], que ce soit dans la vie courante ou les rituels. La position du Soleil et les phases de la Lune sont plus pertinents de leur point de vue. Aucun dogon, hors du cercle des informateurs de Griaule n'avait jamais entendu parler de sigu tolo ou po tolo [...] Plus important, personne, même dans ce cercle, avait jamais entendu ou compris que Sirius est une étoile double. ».
Parmi les hypothèses évoquées pour expliquer des références au système de Sirius dans la culture dogon, on peut citer :
- la contamination culturelle par des missionnaires dans les années 1930[37],[38]. Les propriétés hors du commun des naines blanches, Sirius B en particulier, faisaient à cette époque couler beaucoup d'encre dans le monde occidental, y compris en dehors du monde scientifique[38] ;

Noah Brosch propose que cette contamination culturelle a pu avoir lieu dès la fin du XIXe siècle.
L'hypothèse de l'existence de Sirius C est évoquée dans trois ouvrages très populaires de la fin du XIXe siècle, signés par Camille Flammarion, le premier datant de 1894 ;
- la contamination culturelle par Marcel Griaule lui-même[41],[42]. Walter Van Beek suppose que Griaule « désirait affirmer la complexité des religions africaines et a interrogé des informateurs de manière si suggestive et insistante qu'ils ont créé de nouveaux mythes par confabulation ». Griaule aurait soit informé les Dogons de l'existence de Sirius B, soit « mal interprété leurs références à d'autres étoiles visibles près de Sirius comme son compagnon invisible »[43] ;
- des observations astronomiques anciennes faites par les Dogons, par exemple des changements de couleur ou d'éclat de Sirius, interprétés comme la présence d'un compagnon à l'étoile Sigi Tolo[37]. Selon les livres de Marcel Griaule, Dieu d'eau (entretiens avec Ogotemmeli) et Renard Pâle, ils connaissaient la période orbitale de cinquante ans de Sirius et de son compagnon « avant les astronomes occidentaux » ;
- Robert K. G. Temple, qui évoque, dans son livre The Sirius Mystery (en), l'hypothèse de visites extraterrestres[44],[45], hypothèse dont il se dit convaincu[46]. Robert Temple prête en outre aux Dogons la connaissance des quatre lunes galiléennes de Jupiter et des anneaux de Saturne.

### LaCanicule
Le mot canicule est emprunté, à la fin du XVe siècle, au latin canicula (« petite chienne »), diminutif de canis. Après s'être spécialisé en astronomie pour cette étoile (1539), il signifiait également la période de chaleur pendant laquelle elle se lève et se couche en même temps que le soleil, du 22 juillet au 23 août. Son origine étant oubliée, il s'est répandu au sens de « très forte chaleur ».

## Dans la fiction
L’une des premières apparitions d’un peuple venant du système stellaire Sirius est en 1752, dans Micromégas de Voltaire, où le personnage principal, un Sirien, va vers le système solaire pour apprendre de nouvelles choses.
Les « visiteurs » de la série télévisée V sont présentés comme provenant du système de Sirius.
Dans la série de romans du Cycle de David Starr, écrite dans les années 1950 par Isaac Asimov sous le pseudonyme de Paul French, Sirius (système stellaire colonisé par des terriens ayant renié leurs origines) représente le « grand ennemi de la Terre ». Les « Siriens » sont décrits comme des êtres « post-humains », pratiquant la sélection génétique pour constituer une société  « supérieure » en ne conservant en vie que les « meilleurs » spécimens de leur « race » et vouant une rancune tenace et meurtrière à la Terre et aux Terriens. Le propos sous-jacent d'Isaac Asimov est la confrontation de la diversité de l'humanité versus l'uniformité, en faveur, chez l'auteur, de cette première. On retrouve déjà dans ces romans les prémices de la confrontation « Terriens/Spatiens » du Cycle des Robots.
Dans la série de romans Harry Potter de JK Rowling, Sirius Black est un personnage secondaire qui a la capacité de se transformer en chien. Son caractère peut également être lié à son prénom (« sirius » signifiant « ardent » en latin), puisque le personnage est courageux et doté d'un très fort caractère. Il brillait également dans sa jeunesse par sa beauté[source insuffisante].
La secte de l'Ordre du Temple Solaire avait promis à ses adeptes un « transit » vers l'étoile Sirius, qui s'est avéré être un suicide collectif dans lequel périrent 53 personnes.